# Альтобелли, Джо
Джозеф Сальваторе Альтобелли (англ. Joseph Salvatore Altobelli; 26 мая 1932, Детройт, Мичиган — 3 марта 2021, Рочестер, Нью-Йорк) — американский бейсболист, тренер, функционер и комментатор. Выступал на позициях игрока первой базы и аутфилдера, в Главной лиге бейсбола играл в составах «Кливленда» и «Миннесоты». Большую известность приобрёл в качестве тренера. Он возглавлял несколько клубов Главной лиги бейсбола, в 1983 году привёл «Балтимор Ориолс» к победе в Мировой серии. Внёс значительный вклад в развитие бейсбола в Рочестере в штате Нью-Йорк.

## Биография
Джо Альтобелли родился 26 мая 1932 года в Детройте в штате Мичиган. Во время учёбы в старшей школе Истерн он занимался бейсболом, баскетболом и американским футболом. Во всех трёх видах спорта его включали в сборную звёзд города. Сразу же после её окончания Альтобелли начал профессиональную карьеру в бейсболе.
В сезоне 1951 года он установил рекорд Лиги штата Флорида, проведя серию из 36 матчей подряд с выбитыми хитами. Это достижение было побито только в 2010 году. В 1960 году Альтобелли, игравший за «Монреаль Роялс», стал лучшим в Международной лиге с 31 хоум-раном и 105 RBI. Значительный отрезок карьеры, с 1963 по 1966 год, он провёл в клубе «Рочестер Ред Уингз», став обладатель Кубка губернатора и выиграв чемпионат Международной лиги в 1966 году. Три сезона Альтобелли провёл в Главной лиге бейсбола, играя за «Кливленд Индианс» и «Миннесоту Твинс».
Тренерскую карьеру он начал в фарм-системе «Балтимора», где провёл одиннадцать лет. С 1971 по 1976 год Альтобелли был главным тренером «Ред Уингз», приведя команду к двум Кубкам губернатора, победе в Младшей мировой серии 1971 года и чемпионству в Международной лиге в 1976 году. Трижды его признавали Менеджером года в Международной лиге. Среди игроков, выступавших по его началом, были будущие звёзды Главной лиги бейсбола Бобби Грич и Дон Бейлор.
В 1977 году Альтобелли был назначен на должность главного тренера клуба «Сан-Франциско Джайентс». В сезоне 1978 года команда заняла третье место в Западном дивизионе Национальной лиги. После окончания чемпионата 1979 года он перешёл на работу в фарм-систему «Нью-Йорк Янкис». В 1980 году Альтобелли выиграл Кубок губернатора с командой Коламбус Клипперс, затем в течение двух сезонов он был членом тренерского штаба «Янкис».
Перед стартом чемпионата 1983 года он возглавил «Балтимор Ориолс» и в первый же год работы привёл команду к победе в Мировой серии. Проработав с клубом до 1985 года, Альтобелли вернулся в «Янкис» и провёл один сезон в тренерском штабе Лу Пинеллы. С 1988 по 1991 год он был членом тренерского штаба «Чикаго Кабс», в том числе исполнял обязанности главного тренера.
Завершив тренерскую карьеру, Альтобелли в 1991 году занял должность генерального менеджера «Ред Уингз». На этом посту он работал в течение пяти лет, став одним из инициаторов строительства нового стадиона «Фронтир-филд». Затем в течение трёх лет он был помощником президента клуба. В 1998 году Альтобелли начал работать аналитиком, комментируя домашние игры «Рочестера» на радио. На пенсию он вышел в 2008 году.
Альтобелли входит в Залы славы «Рочестер Ред Уингз» и Международной лиги. Принадлежавший ему №26 выведен в клубе из обращения. В 2010 году возле стадиона «Фронтир-филд» ему был установлен памятник. В Рочестере он получил прозвище «Мистер Бейсбол».
Джо Альтобелли скончался 3 марта 2021 года в возрасте 88 лет.